# Skanija
Skanija, znana tudi po svojem domačem imenu Skåne, je najjužnejša zgodovinska provinca (landskap) Švedske. Je na južnem koncu geografske regije Gotlandija in približno sosednja z okrožjem Skåne, ustanovljenim leta 1997. Tako kot druge zgodovinske province Švedske se tudi Skanija še vedno pojavlja v pogovornem govoru in kulturnih referencah, zato je ne moremo šteti za arhaičen koncept. Znotraj Skanije je 33 občin, ki so avtonomne znotraj regionalnega sveta Skåne. Največje mesto Skanije, Malmö, je tretje največje mesto na Švedskem in peto največje v Skandinaviji. 
Na severu Skanija meji na zgodovinski provinci Halland in Småland, na severovzhodu na Blekinge, na vzhodu in jugu na Baltsko morje, na zahodu pa na Øresund. Od leta 2000 cestni in železniški Øresundski most premošča preliv in povezuje Skanijo z Dansko. Skanija je del nadnacionalne regije Øresund.
Od severa do juga je Skanija dolga približno 130 km; pokriva manj kot 3 % celotne površine Švedske. Prebivalstvo je več kot 1.418.000. Predstavlja 13 % prebivalstva države. S 121 prebivalci/km2 je Skanija druga najgosteje poseljena provinca na Švedskem.
Zgodovinsko gledano je bila Skanija del kraljestva Danske do podpisa Roskildske pogodbe leta 1658, ko so bila vsa danska ozemlja vzhodno od Øresunda odstopljena Švedski.

## Etimologija
Za imeni Scania in Scandinavia velja, da imata enako etimologijo. Najjužnejši vrh današnje Švedske so Rimljani imenovali Scania in mislili, da je otok. Dejanska etimologija besede ostaja dvomljiva in je že dolgo predmet razprav med znanstveniki. Ime morda izhaja iz germanskega korena *Skaðin-awjã, ki se v stari nordijski gramatiki pojavlja kot Skáney [ˈskɑːnˌœy]. Po mnenju nekaterih znanstvenikov je germansko korensko besedo mogoče rekonstruirati kot *Skaðan-, kar pomeni 'nevarnost' ali 'škoda' (angleško scathing, nemško Schaden, švedsko skada). Skanör v Skaniji z dolgim grebenom Falsterbo ima isto korensko besedo (skan) v kombinaciji z -ör, kar pomeni 'peščene sipine'.

## Uprava
Med letoma 1719 in 1996 je bila provinca razdeljena na dve upravni okrožji (län), okrožje Kristianstad in okrožje Malmöhus, vsako pod vodstvom guvernerja (landshövding), ki ga je imenovala centralna vlada Švedske.
Ko so leta 1863 začeli veljati prvi zakoni o lokalni samoupravi, je vsako okrožje dobilo tudi izvoljeni okrožni svet (landsting). Okrožja so bila nadalje razdeljena na občine.
Reforma lokalne samouprave leta 1952 je zmanjšala število občin, druga reforma podrazdelitve, izvedena med letoma 1968 in 1974, pa je v Skaniji ustanovila današnjih 33 občin (švedsko kommuner). Občine imajo občinske uprave, podobne mestnim komisijam, in so nadalje razdeljene na župnije (församlingar). Župnije so predvsem entitete Švedske cerkve, služijo pa tudi kot merilo za registracijo švedskega prebivalstva in druge statistične namene.
Leta 1999 so se območja okrožnih svetov združila in tako oblikovala Regionalni svet Skåne (Region Skåne), ki je bil odgovoren predvsem za javno zdravstvo, javni prevoz ter regionalno načrtovanje in kulturo.

## Zgodovina
Skanija je bila prvič omenjena v pisnih besedilih v 9. stoletju. Sredi 10. stoletja je prišla pod danskega kralja Haralda Modrozobega. Je na Skandinavskem polotoku in je tvorila vzhodni del Danskega kraljestva. Zaradi te geografske lege je bila stoletja središče pogostih dansko-švedskih vojn.
Z Roskildsko pogodbo leta 1658 so bila vsa danska ozemlja vzhodno od Øresunda odstopljena Švedski. Provinca, ki je bila najprej pod generalnim guvernerjem, je bila sčasoma vključena v Švedsko kraljestvo. Danska je zasedla dele province (1676–1679) med Skansko vojno in ponovno za kratek čas leta 1710 med veliko severno vojno. Zadnji danski poskus ponovne pridobitve izgubljenih provinc je propadel po bitki pri Helsingborgu leta 1710.
Leta 1719 je bila provinca razdeljena na dve grofiji in upravljana na enak način kot preostala Švedska. Julija 1720 je mirovna pogodba med Švedsko in Dansko ponovno potrdila status Skaneja kot dela Švedske.
- Podroben zemljevid Skåneja 1805
- Alovi kamni, kamnita ladja (nagrobni spomenik) iz okoli leta 500 n. št. na obali pri Kåsebergi, približno deset kilometrov jugovzhodno od Ystada.
- Zemljevid Scanije Gerharda von Buhrmana, 1684
- Zemljevid Scanije, 1690
- Zemljevid Danske v srednjem veku, Scanija je bila skupaj s provincama Blekinge in Halland del Danske.

## Geografija
Za razliko od nekaterih regij Švedske pokrajina Scanija na splošno ni gorata, čeprav je nekaj primerov odkritih klifov mogoče najti pri Hovs Hallarju, Kullabergu in na otoku Hallands Väderö. Z izjemo severnih delov, bogatih z jezeri in gosto poraslih z gozdom (Göinge), valovitih gričev na severozahodu (polotoka Bjäre in Kulla) in območij, poraslih z bukovim gozdom, ki se raztezajo od pobočij gora, precejšen del terena Scanije sestavljajo ravnice. Njena nizka in odprta pokrajina ločuje Scanijo od večine drugih geografskih regij Švedske, ki jih sestavljajo predvsem bogastvo vodnih poti, hladni, mešani iglasti gozdovi, borealna tajga in alpska tundra. Provinca ima več jezer, vendar jih je v primerjavi s Smålandom, provinco neposredno na severu, relativno malo. Od severozahodnega do jugovzhodnega dela Scanije se razteza pas listnatih gozdov, ki sledi grebenu Linderödsåsen in je prej označeval mejo med okrožjema Malmöhus in Kristianstad. Veliko gostejši jelkovi gozdovi – značilni za večji del Švedske – so le v severovzhodnih delih Scanije v Göingejski regiji ob meji z gozdnato provinco Småland. Medtem ko ima pokrajina običajno rahlo nagnjen profil, je ponekod, na primer severno od Malmöja, teren skoraj popolnoma raven.
Ozka jezera z dolgim obsegom od severa proti jugu, ki so zelo pogosta severneje, v Scaniji manjkajo. Največje jezero, Ivösjön na severovzhodu, je podobno jezerom severneje, vendar ima drugačno obliko. Vsa druga jezera so običajno okrogle, ovalne ali bolj zapletene oblike in nimajo nobene posebne smeri sveta. Ringsjön, sredi province, je največje od teh jezer. Pozimi nekatera manjša jezera vzhodno od Lunda pogosto privabljajo mlade belorepce (Haliaeetus albicilla).
Kjer se morje sreča z višjimi deli pobočja, se pojavijo pečine. Takšne pečine so bele, če imajo tla visoko vsebnost krede. Dobri primeri takšnih obal obstajajo na južni strani Vena, med mestoma Helsingborg in Landskrona ter v delih južne in jugovzhodne obale. V drugih švedskih provincah strme obale običajno razkrivajo primarne kamnine.
Dve glavni ravnini, Söderslätt na jugozahodu in Österlen na jugovzhodu, sestavljata zelo rodovitna kmetijska zemljišča. Donos na enoto površine je višji kot v kateri koli drugi regiji na Švedskem. Skanjske ravnice so pomemben vir za Švedsko, saj 25–95 % celotne proizvodnje različnih vrst žit prihaja iz te regije. Skoraj vsa švedska sladkorna pesa prihaja iz Skandije; rastlina potrebuje dolgo vegetacijsko obdobje. Enako velja tudi za koruzo, grah in oljno repico (gojijo jo zaradi olja), čeprav so te rastline v primerjavi s sladkorno peso manj pomembne. Tla so med najbolj rodovitnimi na svetu.
Naravni rezervat Kullaberg v severozahodni Skandije je dom številnih redkih vrst, vključno z grahorjem Lathyrus sphaericus.
- Raba zemljišč v Scaniji, ki prikazuje listnate gozdove (svetlo zelena), borove gozdove (temno zelena), polja (rumena), vrtove in sadovnjake (oranžna) ter stanovanjska območja (rdeča)
- Pogled iz zraka na Scanijo blizu Lunda
- Za to območje Švedske so značilne vrbe in polja oljne repice.
- Tipična skandianska obala, tukaj južni vrh otoka Ven v Øresundu. Rumena barva označuje pesek in ne kredo, medtem ko bela barva pri podobnih pečinah označuje kredo in ne pesek.

### Geologija
Relief Skanije bolj odraža predglacialni razvoj kot erozijo in usedline, ki so jih povzročali kvartarni ledeniki. V švedščini se beseda ås običajno nanaša na eskerje, vendar so glavne znamenitosti v Skaniji, kot je Söderåsen, horsti, ki so nastali zaradi tektonske inverzije vzdolž cone Sorgenfrei-Tornquist v pozni kredi. Skanijski horsti potekajo v smeri od severozahoda proti jugovzhodu in označujejo jugozahodno mejo Fenoskandije. Tektonska aktivnost cone Sorgenfrei-Tornquist med razpadom Pangee v jurski in kredni dobi je privedla do nastanka stotin majhnih vulkanov v osrednji Skaniji. Ostanki vulkanov so še danes vidni. Vzporedno z vulkanizmom se je v severovzhodni Skaniji zaradi preperevanja in erozije temeljnih kamnin oblikoval hribovit peneplen. Kaolinit, ki je nastal zaradi tega preperevanja, je mogoče opaziti pri Ivö Klacku. V kampanskem obdobju pozne krede je dvig morske gladine povzročil popolno utopitev Skanije. Nato so morski sedimenti zakopali stare površine in ohranili takratne skalnate obale in hribovit teren.
V paleogenu je bila južna Švedska na nižji legi glede na morsko gladino, vendar je bila verjetno še vedno nad njo, saj je bila prekrita s sedimenti. Reke, ki so tekle čez peneplen Južnega Smålanda, so tekle tudi čez Skanijo, ki je bila takrat prekrita z debelimi sedimenti. Ko se je relativna morska gladina znižala in je velik del Skanije izgubil sedimentno odejo, so predhodne reke začele zarezovati Söderåsenski horst in tvoriti doline. Med odledenitvijo so te doline verjetno izpraznile velike količine taline. Relief jugozahodne pokrajine Skanije je nastal z kopičenjem debelih kvartarnih sedimentov med kvartarnimi poledenitvami.

## Vegetacija
Velika večina Skanije spada v evropsko območje trdega lesa, katerega precejšen del je danes kmetijskega in ne prvotnega gozda. To območje pokriva Evropo zahodno od Poljske in severno od Alp ter vključuje Britansko otočje, severno in osrednjo Francijo ter države in regije južno in jugovzhodno od Severnega morja do Danske. Manjši severovzhodni del Skanije je del območja borovega gozda, v katerem smreka raste naravno. V večjem delu lahko bor raste skupaj z brezo na peščenih tleh. Najpogostejše drevo je bukev. Druga pogosta drevesa so vrba, hrast, jesen, jelša in brest (ki je do 1970-ih tvorili nekaj gozdov, zdaj pa je močno okužen z boleznijo brestov). Najdemo lahko tudi precej južna drevesa, kot so oreh, kostanj in gaber. V parkih pogosto sadijo tudi divji kostanj, lipo in javor. Med običajnimi sadnimi drevesi, zasajenimi v komercialnih sadovnjakih in zasebnih vrtovih, je več sort jablan, hrušk, češenj in sliv; jagode se komercialno gojijo na številnih lokacijah po provinci. Primeri gozdnih jagod, gojenih v udomačeni obliki, so robida, malina, borovnica, gozdna jagoda in loganova robida.

### Narodni parki
Trije od 29 švedskih narodnih parkov so v Skaniji.
- Narodni park Dalby Söderskog
- Narodni park Stenshuvud
- Narodni park Söderåsen

### Ekstremi
- Najjužnejša točka: Smygehuk, občina Trelleborg, (55° 20' S) (tudi najjužnejša točka Švedske)[19]
- Skrajna severna točka: Gränsholmen, občina Osby
- Najbolj zahodna točka: Kulla udd, občina Höganäs
- Skrajna vzhodna točka: Nyhult, občina Bromölla
- Najvišja točka: Najvišji vrh Söderåsen, 212 metrov
- Najnižja točka: Kristianstad, −2,7 metra (tudi najnižja točka na vsej Švedski)
- Največje jezero: Ivösjön, 55 km2
- Največji otok: Ven, 7,5 km2

### Podnebje
Scania ima najmilejše podnebje na Švedskem, vendar obstajajo nekatere lokalne razlike.
V primerjavi z lokacijami bolj severno se podnebje v Skandinaviji razlikuje predvsem po tem, da je pozimi veliko manj mrzlo ter da imajo daljše pomladi in jeseni. Medtem ko se julijske temperature ne razlikujejo veliko.
Najvišja temperatura, kdaj koli zabeležena v provinci, je 36,0 °C (Ängelholm, 30. julij 1947), najnižja pa −34 °C (Stehag, 26. januar 1942). Temperature pod −15 °C so relativno redke tudi ponoči, medtem ko se poletne temperature nad 30 °C pojavijo občasno vsako poletje. Padavine so dokaj enakomerno razporejene tako po provinci kot med letom.
V juliju in avgustu pade nekoliko več padavin kot v drugih mesecih.

## Prebivalstvo
Skanija je razdeljena na 33 občin. Med zahodnim delom province Scania, ki se nahaja ob ali blizu Øresundskega morja, je velika razlika v številu prebivalcev, v primerjavi s srednjim in vzhodnim delom province.
- Zahodni del Scanie (rumen na zemljevidu in blizu Øresundskega morja) pokriva 3201,3 km2 zemlje in je imel (aprila 2013) 925.982 prebivalcev, skoraj 290 prebivalcev/km2.
- Druge občine pokrivajo 7281,3 km2 zemlje in so imele hkrati le 341.009 prebivalcev oziroma 47 prebivalcev/km2.
- Enake številke za celotno provinco so 10.482,6 km2, 1.266.991 prebivalcev in 121 prebivalcev/km2.

Te številke lahko primerjamo s približno 21 prebivalci na km2 za celotno Švedsko.

### Mesta
Leta 1658 je naslednjih deset krajev v Skåneju dobilo mestne pravice in so imeli: Lund (od približno leta 990), Helsingborg (1085), Falsterbo (približno 1200), Ystad (približno 1200), Skanör (približno 1200), Malmö (približno 1250), Simrishamn (približno 1300), Landskrona (1413) in Kristianstad (1622). Druga so obstajala že prej, vendar so izgubila svoje privilegije. Ängelholm je leta 1767 dobil nove privilegije, leta 1754 pa sta se Falsterbo in Skanör združila. Koncept občin je bil na Švedskem uveden leta 1863, s čimer je vsako mesto postalo samostojna mestna občina. V 19. in 20. stoletju so status mesta dobile še štiri občine: Trelleborg (1867), Eslöv (1911), Hässleholm (1914) in Höganäs (1936). Sistem mestnega statusa je bil ukinjen leta 1971.
Več kot 90 % prebivalstva Skanije živi v urbanih območjih. Leta 2000 je Øresundski most – najdaljši kombinirani cestni in železniški most v Evropi – povezal Malmö in København, s čimer je prebivalstvo Skanije postalo del 3,6 milijona prebivalcev regije Øresund. Leta 2005 je v regiji most dnevno prečkalo 9200 potnikov, velika večina iz Malmöja v København.
Naslednji kraji so imeli več kot 10.000 prebivalcev (leto 2010).
- Malmö, 280.415*
- Helsingborg, 97.122
- Lund, 82.800
- Kristianstad, 35.711
- Landskrona, 30.499
- Trelleborg, 28.290
- Ängelholm, 23.240
- Hässleholm, 18.500
- Ystad, 18.350
- Eslöv, 17.748
- Staffanstorp, 14.808
- Höganäs, 14.107
- Kävlinge & Furulund, 13.200

## Kultura
Dolgotrajni in včasih intenzivni trgovinski odnosi Skanije z drugimi skupnostmi vzdolž obale evropske celine skozi zgodovino so kulturo Skanije razlikovali od drugih geografskih regij Švedske. Njena odprta pokrajina, pogosto opisana kot pisana prešita odeja iz pšeničnih in repičnih polj, ter relativno milo podnebje na južni konici Skandinavskega polotoka sta navdihnila številne švedske umetnike in avtorje, da so jo primerjali z evropskimi regijami, kot sta Provansa v južni Franciji in Zelandija na Nizozemskem. Med številnimi avtorji, ki so opisali "tuje" celinske elemente skandinavske pokrajine, prehrane in običajev, sta August Strindberg in Carl Linnaeus. Leta 1893 je August Strindberg o Skaniji zapisal: »V čudovitih, velikih valovitih linijah se polja spuščajo proti jezeru; majhen listopadni gozd omejuje obalo, ki ji daje vabljiv videz riviere, kjer se ljudje sprehajajo na soncu, zaščiteni pred severnim vetrom. [...] Šved zapušča ravnice z določenim občutkom udobja, ker mu je njena lepota tuja.« V drugem poglavju navaja: »Švedi imajo zgodovino, ki ni zgodovina Južnih Skandinavcev. Mora biti prav tako tuja, kot je zgodovina Vase za Skandinavce.«
V priljubljeni skandinavski himni Ystad kantavtorja Michaela Saxella Om himlen och Österlen (O nebesih in Österlenu) je ravna, valovita hribovita pokrajina opisana kot nekoliko bližje nebu in velikemu, neskončnemu nebu.
Zgodovinska povezava Skandije z Dansko, prostrane rodovitne ravnice, listopadni gozdovi in relativno milo podnebje naredijo provinco kulturno in fizično drugačno od emblematične švedske kulturne krajine gozdov in majhnih vasi.

## Arhitektura
Tradicionalno skanijsko arhitekturo oblikuje omejena razpoložljivost lesa; vključuje različne uporabe gradbene tehnike, imenovane predalčna lesena gradnja. V mestih je bilo polnilo fasad iz opeke, medtem ko so imele lesene hiše na podeželju polnilo iz gline in slame. Za razliko od mnogih drugih skønških mest je mestu Ystad uspelo ohraniti precej veliko jedro svoje pollesene arhitekture v mestnem središču – danes še vedno obstaja več kot 300 takih hiš. Številne hiše v Ystadu so bile zgrajene v renesančnem slogu, ki je bil pogost v celotni regiji Øresund in se je ohranil tudi v Elsinoreju (Helsingørju). Med ystadskimi lesenimi hišami je najstarejša takšna stavba v Skandinaviji, Pilgrändshuset iz leta 1480.
V Göingeju, ki je v severnem delu Skanije, arhitekture ni oblikovalo pomanjkanje lesa, kmetije pred 17. stoletjem pa so sestavljale sive, ležeče lesene stavbe okoli majhnega dvorišča s travo in tlakovci. Danes je ohranjenega le majhno število prvotnih göingejskih kmetij. Med dvema pohodoma, prvim leta 1612, ki ga je izvedel Gustav II. Adolf Švedski, in drugim, ki ga je izvedel Karel XI. Švedski v 1680-ih, so bila cela okrožja zravnana z zemljo. V župniji Örkened, ki je danes vzhodna občina Osby, so bile stavbe uničene, da bi kaznovali različne vasi za njihovo zaščito članov gibanja Snapphane v poznem 17. stoletju. Prvotna göingejska kmetija Sporrakulla iz 17. stoletja se je ohranila v gozdu Kullaskogen, naravnem rezervatu blizu Glimåkra v Östra Göinge. Po lokalni legendi je kmet rešil kmetijo med prvim napadom leta 1612 tako, da je pred njo zanetil gozdni požar, zaradi česar so švedske čete verjele, da je bila kmetija že izropana in požgana.
V vikinški dobi je cvetelo več skandinavskih mest. Mesto Lund naj bi ustanovil vikinški kralj Sven I. Vilobradi. Skandinavski obrtniki in trgovci so v tem obdobju uspevali, v Lundu pa je bila ustanovljena prva in največja kovnica denarja na Danskem. Prvi skandinavski kovanci so datirani v leto 870. Arheološka izkopavanja, opravljena v mestu, kažejo, da je najstarejšo znano leseno cerkev v Skaniji leta 990 zgradil Sven I. Vilobradi v Lundu. Leta 1103 je Lund postal nadškofija za vso Skandinavijo.[81]
Številne stare cerkve v današnji skanijski pokrajini izvirajo iz srednjega veka, čeprav so se številne prenove, razširitve in uničenja starejših stavb zgodile v 16. in 19. stoletju. Iz tistih, ki so ohranile značilnosti avtentičnega sloga, je še vedno mogoče videti, kako so izgledale srednjeveške, romanske ali renesančne cerkve danske skanijske pokrajine. Številne skanijske cerkve imajo značilne stopničaste zatrepe in trdne cerkvene portike, običajno iz kamna.
Prva različica Lundske stolnice je bila zgrajena leta 1050 iz peščenjaka iz Höörja na pobudo Knuta Svetega. Najstarejši deli današnje stolnice so iz leta 1085, dejanska stolnica pa je bila zgrajena v prvi polovici 12. stoletja s pomočjo kamnosekov in kiparjev iz doline Rena in Italije ter je bila pripravljena za uporabo leta 1123. Posvečena je bila leta 1145 in v naslednjih 400 letih je Lund postal cerkveno središče moči za Skandinavijo in eno najpomembnejših mest na Danskem. Stolnico je v 16. stoletju preuredil arhitekt Adam van Düren, kasneje pa Carl Georg Brunius in Helgo Zetterwall.
V Skaniji so tudi cerkve, zgrajene v gotskem slogu, kot je cerkev sv. Petra v Malmöju iz začetka 14. stoletja. Podobne stavbe lahko najdemo v vseh hanzeatskih mestih ob Baltskem morju (kot sta Helsingborg in Rostock). Župnije na podeželju niso imele sredstev za tako ekstravagantne stavbe. Morda najbolj opazna podeželska cerkev je starodavna in nedotaknjena kamnita cerkev v Dalbyju. Je najstarejša kamnita cerkev na Švedskem, zgrajena približno v istem času kot stolnica v Lundu. Po izgradnji stolnice v Lundu so mnogi vpleteni delavci potovali po provinci in s svojimi pridobljenimi znanji izdelovali krstne kamne, slike in okraske ter seveda arhitekturne konstrukcije.
Skanija ima 240 palač in podeželskih posestev – več kot katera koli druga provinca na Švedskem. Mnogi od njih so svojo sedanjo podobo dobili v 16. stoletju, ko so se v večjem številu začeli pojavljati novi ali prenovljeni gradovi, pogosto zgrajeni z ponovno uporabo kamnov in materiala iz prvotnih gradov in opatij iz 11. do 15. stoletja, ki so bili na posestvih. Med letoma 1840 in 1900 je zemljiško plemstvo v Skaniji ponovno zgradilo in obnovilo številne gradove, pogosto z modernizacijo prejšnjih stavb na isti lokaciji v slogu, ki je postal značilen za Skanijo. Slog je mešanica različnih arhitekturnih vplivov tistega obdobja, vendar se pogosto nanaša na slog gradov iz 16. stoletja iz obdobja reformacije, časa, ko so velika posestva katoliške cerkve postala kronska last, opatije pa je danski kralj zamenjal ali prodal članom aristokracije. Za številne prenove v 19. stoletju so bili povabljeni danski arhitekti. Po mnenju nekaterih strokovnjakov je bila gonilna sila uporabe zgodovinske skandinavske arhitekture, kot so jo danski arhitekti 19. stoletja interpretirali v slogu nizozemske renesanse, želja po sklicevanju na prejšnje obdobje, ko je imela aristokracija posebne privilegije in politično moč v odnosu do danskega kralja.